# Evenus gabriela
Evenus gabriela is een vlinder uit de familie van de Lycaenidae. De wetenschappelijke naam van de soort werd als Papilio gabriela in 1775 gepubliceerd door Pieter Cramer.

## Synoniemen
- Thecla boyi Röber, 1931